# Marc Claudi Marcel Eserni (orador)
Marc Claudi Marcel Eserní (en llatí Marcus Claudius M. F. Marcellus Aeserninus) va ser un magistrat romà. Era fill de Marc Claudi Marcel Eserní (cònsol) (Marcus Claudius Marcellus Aeserninus), cònsol l'any 22 aC. Formava part de la gens Clàudia i era de la família dels Claudi Marcel.
De jove es va trencar una cama mentre participava en uns jocs (els jocs troians) en presència d'August i del seu avi Gai Asini Pol·lió, i com a resultat de les queixes de Pol·lió, els jocs van ser abolits. El seu avi el va educar amb cura i especialment el va entrenar en oratòria.
L'any 20 Gneu Calpurni Pisó li va encomanar la seva defensa del càrrec d'haver enverinat a Germànic Cèsar, però va rebutjar. Probablement va tenir almenys un fill, conegut com a Asini Marcel, mencionat per Tàcit com a besnet d'Asini Pol·lió.